# Regionální bezpečnostní systém
Regionální bezpečnostní systém (anglicky The Regional Security System, zkratka RSS) je mezinárodní smlouva o obraně a bezpečnosti v regionu východního Karibiku, Malých Antil. 29. října 1982 podepsaly čtyři členské státy Organizace východokaribských států – Antigua a Barbuda, Dominika, Svatá Lucie a Svatý Vincenc a Grenadiny – memorandum o porozumění s Barbadosem. Signatáři memoranda souhlasili se vznikem pohotovostních plánů o vzájemné pomoci v případech národního ohrožení, prevence pašování drog, vyhledávání a zachraňování osob, imigrační kontrolu, ochranu rybolovu, kontrolu cel a spotřebních daní, námořní hlídku, prevenci znečištění životního prostředí, výpomoc při živelních katastrofách apod. Svatý Kryštof a Nevis se ke spolku přidal v roce 1983, kdy získal nezávislost. Grenada přistoupila roku 1985, dva roky po invazi, při které vojska USA a RSS dočasně okupovala ostrov. Roku 1992 bylo memorandum novelizováno a v roce 1995 byla podepsána smlouva v Saint George's (Grenada), která dala organizaci právní formu.  V roce 2022 přistoupila Guyana.

## Členské státy
- Antigua a Barbuda
- Barbados
- Dominika
- Grenada
- Svatá Lucie
- Svatý Kryštof a Nevis
- Svatý Vincenc a Grenadiny
- Guyana